# ابراهیم دانلد
ابراهیم دانلد (انگلیسی: Ibrahim Danlad؛ زادهٔ ۲ دسامبر ۲۰۰۲) بازیکن فوتبال اهل غنا است.
وی همچنین در تیم‌های ملی فوتبال زیر ۱۷ سال غنا و غنا بازی کرده‌است.